# Anastasio Somoza García

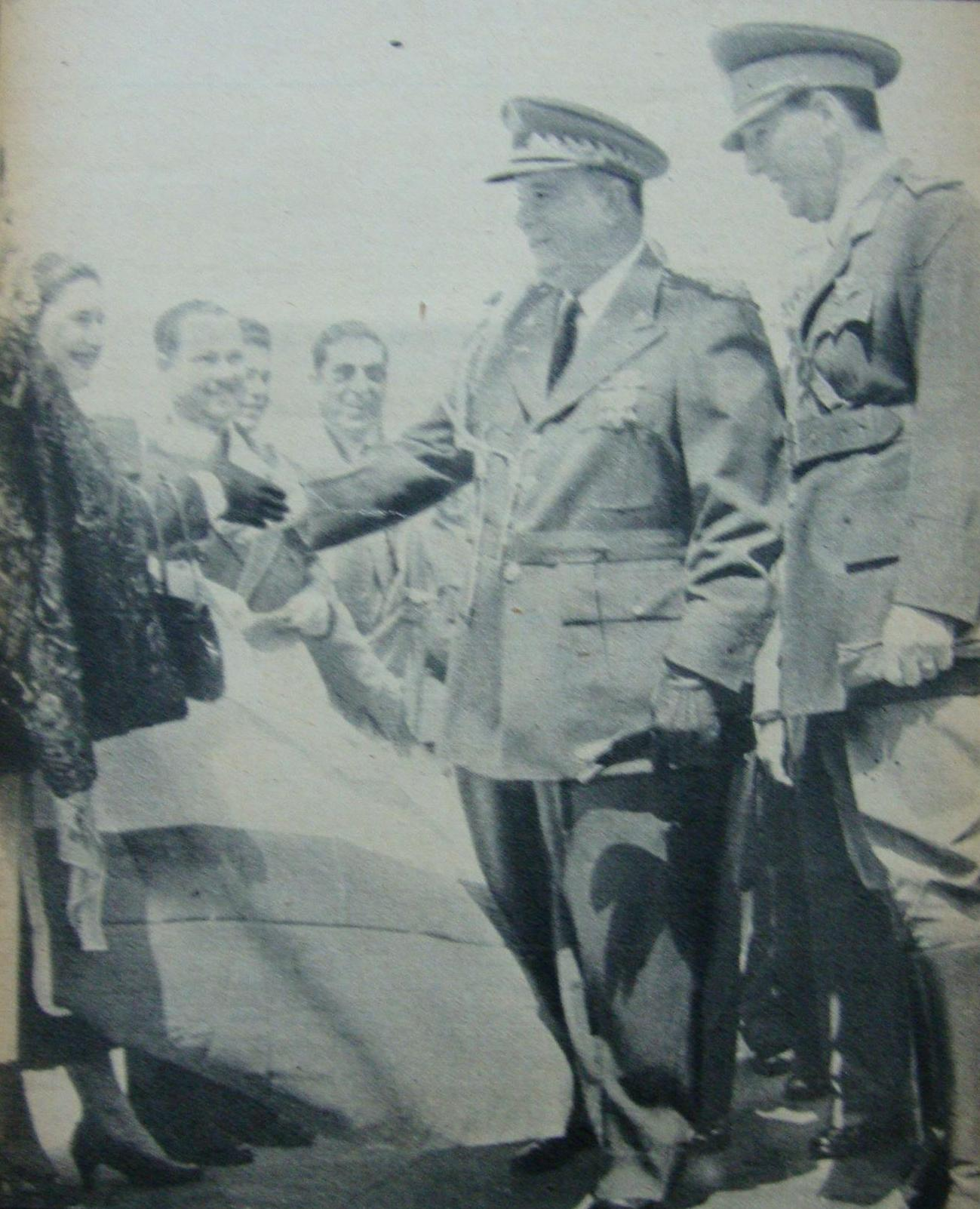
Anastasio Somoza García und Perón

Anastasio Somoza García (* 1. Februar 1896 in San Marcos, Nicaragua; † 29. September 1956 in Ancón, Panama) war von 1937 bis 1947 sowie von 1950 bis 1956 diktatorisch regierender Präsident des mittelamerikanischen Staates Nicaragua.

## Leben
Somoza wuchs als Sohn eines Kaffeebauern im ländlichen Bezirk Carazo auf. Im Gegensatz zu seinem erzkonservativen Vater schlug er sich politisch schon früh auf die Seite der Liberalen, den traditionellen Konkurrenten der Konservativen in Lateinamerika. In Nicaragua gab es seit einem konservativen Putsch im Jahr 1909 kriegerische Auseinandersetzungen zwischen den beiden rivalisierenden Bewegungen. 1926 beteiligte sich Somoza an den Kämpfen auf der Seite der Liberalen, deren Präsidentschaftskandidat sein Schwiegeronkel Juan Bautista Sacasa war.
Aufgrund seiner guten Englischkenntnisse arbeitete Somoza später als Dolmetscher für die US-Streitkräfte, die seit 1912 in Nicaragua stationiert waren, zunächst um die konservative Regierung zu stützen, später um zwischen den Kriegsparteien zu vermitteln. 1927 gründeten die USA die Nationalgarde Nicaraguas, um sich selber langsam aus den Gefechten zurückzuziehen und den Abzug der eigenen Truppen, der 1933 endgültig folgte, vorzubereiten.
Nach dem Wahlsieg Sacasas wurde Somoza 1932 Oberster Befehlshaber der Nationalgarde, mittlerweile hauptsächlich damit beauftragt, die sozialrevolutionäre Guerillabewegung des Generals Augusto César Sandino, die seit 1926 gegen die US-Besatzung agierte, zu bekämpfen. Somoza ließ Anhänger und vermeintliche Unterstützer Sandinos verschleppen und ermorden. 1934 ließ er den populären Guerillaführer schließlich selbst ermorden. Der als recht schwacher Präsident geltende Sacasa wurde im Laufe der Zeit mehr und mehr von Somoza der Macht beraubt. Die Nationalgarde hatte 1935 fast das ganze Land unter ihrer Kontrolle und ließ Aufstände blutig niederschlagen. Damit war Somoza bereits zu diesem Zeitpunkt de facto mächtigster Mann in Nicaragua. 1936 zwang Somoza Sacasa zum Rücktritt, und Sacasa verließ das Land.
1937 legte Somoza den Oberbefehl über die Nationalgarde nieder, um verfassungsgemäß zum Präsidenten gewählt werden zu können. Im selben Jahr begann die über 40 Jahre andauernde Herrschaft der Somoza-Familie, deren Mitgliedern der neue Präsident einflussreiche Positionen im Staat verschaffte und ein Vermögen anhäufte. 1947 zog Somoza seine erneute Kandidatur aufgrund nationalen und internationalen Drucks zurück, blieb aber inoffiziell uneingeschränkter Herrscher Nicaraguas und wurde erneut Führer der Nationalgarde, deren Oberbefehlshaber 1955 sein zweiter Sohn Anastasio Somoza Debayle wurde. 1950 wurde Somoza wiederum zum Präsidenten gewählt.
Von 1952 bis 1954 war Somoza aktiv an der Planung der CIA-Operationen Operation Fortune und Operation Success bzw. Operation PBSUCCESS beteiligt, die den Sturz des guatemaltekischen Präsidenten Jacobo Árbenz Guzmán zum Ziel hatten. Die Invasionseinheit, die Árbenz im Juni 1954 stürzte, war in Nicaragua ausgebildet worden; u. a. auf einem Privatbesitz von Somoza in El Tamarindo.
Während eines Besuches in León, einer Hochburg des einst liberalen und später antisomozistischen Widerstands, wurde Somoza am 21. September 1956 von dem jungen Dichter Rigoberto López Pérez angeschossen und erlag acht Tage später seinen Verletzungen.
Seine beiden Söhne Luís Somoza Debayle und Anastasio Somoza Debayle führten die Schreckensherrschaft der Somoza-Familie noch bis zum Sieg der Sandinisten in der Revolution von 1979 weiter.
Seiner Leibesfülle wegen bekam er den Beinamen Tacho (Mülleimer), sein Sohn Anastasio Somoza Debayle erhielt als Anspielung darauf den Namen Tachito (kleiner Mülleimer).